# 学校法人愛知真和学園
学校法人愛知真和学園（がっこうほうじんあいちしんわがくえん）とは、愛知県で、学校・幼稚園を経営する学校法人である。

## 概要
2006年（平成18年）度に学校法人足立学園から分離した。

## 設置校
- 愛知啓成高等学校（愛知県稲沢市）
- 大成中学校・高等学校 (愛知県)（愛知県一宮市）
- 愛知真和学園第二幼稚園（愛知県稲沢市）